# Eliodoro Camacho
Eliodoro Camacho is een provincie in het westen van het departement La Paz in Bolivia. De provincie heeft een oppervlakte van 2080 km² en heeft 53.747 inwoners (2012). De hoofdstad is Puerto Acosta.
Eliodoro Camacho is verdeeld in vijf gemeenten:
- Mocomoco
- Puerto Acosta
- Puerto Carabuco
- Humanata
- Escoma

Abel Iturralde · 
Aroma · 
Bautista Saavedra · 
Caranavi · 
Eliodoro Camacho · 
Franz Tamayo · 
Gualberto Villarroel · 
Ingavi · 
Inquisivi · 
José Manuel Pando · 
Larecaja · 
Loayza · 
Los Andes · 
Manco Kapac · 
Muñecas · 
Nor Yungas · 
Omasuyos · 
Pacajes · 
Pedro Domingo Murillo · 
Sud Yungas